# 10th Anniversary Year Final GLAY DOME TOUR 2005“WHITE ROAD”in TOKYO DOME
『10th Anniversary Year Final GLAY DOME TOUR 2005 “WHITE ROAD” in TOKYO DOME』は、GLAYが2005年6月22日にリリースしたライブDVD。

## 概要
- 2005年2月と3月に行われた、「10th Anniversary Year Final GLAY DOME TOUR 2005“WHITE ROAD”」の最終日、東京ドームでの公演の模様を収録した2枚組。
- DISC 2には特典映像として、当日のMCダイジェストと、3月26日に宜野湾市海浜公園屋外劇場で行った「10th Anniversary Year Final in OKINAWA “WHITE ROAD”」の全曲ダイジェストを収録。
- 発売記念企画として、2005年6月12日にZepp TokyoとZepp Osaka、名古屋・東建ホール丸の内で本作の先行試写会が行われた[2]。

## 収録曲

### DISC 1
1. プロローグ 〜WHITE ROAD〜
2. ホワイトロード
3. Freeze My Love
4. 生きてく強さ
5. STAY TUNED
6. ここではない、どこかへ
7. Winter,again
8. Way of Difference
9. ずっと2人で…
10. BELOVED
11. GLOBAL COMMUNICATION
12. SURVIVAL
13. グロリアス
14. RAIN
15. SOUL LOVE
16. 彼女の“Modern…”
17. 誘惑
18. BEAUTIFUL DREAMER
19. 時の雫
20. つづれ織り 〜so far and yet so close〜
21. エピローグ 〜WHITE ROAD〜

### DISC 2
1. 毒ロック Session
2. HOWEVER
3. 逢いたい気持ち
4. Cynical
5. ピーク果てしなく ソウル限りなく
6. SHUTTER SPEEDSのテーマ
7. ACID HEAD
8. 南東風
9. ENDING 〜THE FRUSTRATED〜

特典映像
- MCダイジェスト
- GLAY 10th Anniversary Year Final in OKINAWA WHITE ROADダイジェスト